# 布恩頓
布恩頓（英語：Boonton）是一個位於美國新澤西州摩里斯縣的鎮。

## 人口
根據2020年美國人口普查的數據，布恩頓的面積為6.44平方千米，當中陸地面積為6.07平方千米，而水域面積為0.37平方千米。當地共有人口8815人，而人口密度為每平方千米1,369人。